# Alexios Musele (Strategos)
Alexios Musele (mittelgriechisch Ἀλέξιος Μουσελέ, auch Mosele, Musulem; † nach 792) war ein byzantinischer General armenischer Herkunft.

## Leben
Im September 790 versuchte Kaiserin Irene, die bis dahin als Regentin für ihren Sohn und nominellen Basileus Konstantin VI. fungiert hatte, sämtliche byzantinischen Truppen auf sich vereidigen zu lassen. Da sich die Truppen des Themas Armeniakon weigerten, entsandte Irene den Spatharios und Drungarios Alexios Musele mit dem Auftrag, die widerspenstigen Armeniaken zur Leistung des Schwurs zu bewegen. Alexios schlug sich jedoch auf deren Seite, ließ sich zum Strategos ernennen und Konstantin VI. zum alleinigen Kaiser proklamieren. Nachdem auch die anderen Themen sich angeschlossen hatten, bestätigte der junge Kaiser nach der vorläufigen Entmachtung seiner Mutter und ihres mächtigen Ministers Staurakios den Alexios im Strategenamt, beorderte ihn aber wenig später nach Konstantinopel zurück, wo er ihm die Würde eines Patrikios verlieh.
Da Konstantin VI. sich als Alleinherrscher bald als unfähig erwies, rehabilitierte er im Januar 792 seine Mutter Irene und erhob sie zur Mitkaiserin. Dagegen regte sich im Armeniakon erneuter Widerstand, der mit der Forderung verbunden war, Alexios Musele wieder als Strategen des Themas einzusetzen. Diesem wurde daraufhin vorgeworfen, sich selbst zum Kaiser machen zu wollen. Konstantin ließ ihn auspeitschen, zum Mönch scheren und im Praitorion in Konstantinopel einsperren. Nach der schweren Niederlage Konstantins VI. gegen die Bulgaren in der Schlacht von Marcellae unternahmen die Tagmata angeblich einen Versuch, den früheren Kaisar Nikephoros oder aber Alexios Musele auf den Thron zu bringen, so dass Konstantin VI. beide Prätendenten auf Zureden von Irene und Staurakios blenden ließ. Als dies im Thema Armeniakon bekannt wurde, erhob sich dort eine weitere Rebellion, die erst im Sommer 793 niedergeschlagen wurde. Alexios’ weiteres Schicksal ist unbekannt.